# Yıldızören, Çifteler
Yıldızören là một xã thuộc huyện Çifteler, tỉnh Eskişehir, Thổ Nhĩ Kỳ. Dân số thời điểm năm 2011 là 303 người.